# التوهج (ثقافة المخدرات)
التوهج مصطلح يشير عند استخدامه في سياق استعمال العقاقير الاستجمامي، إلى التأثيرات الجسدية والعقلية الإيجابية التي لا تزال باقية بعد أن تهدأ الآثار الرئيسية للدواء، أو بعد انحسار تجربة الذروة. غالبًا ما تتميز هذه الحالة بمشاعر الانفصال أو الوضوح النفسي المتزايد. ويرتبط المصطلح الأكثر شيوعا مع المهلوسات، وخاصة المنشطات وentactogens. وصف الطبيب النفسي والتر باهنكي التوهج بأنه «مزاج عالٍ ونشط مع حرية نسبية من مخاوف الماضي ومن الذنب والقلق».
تتناقض هذه الظاهرة مع الإفراط في تناول الكحول، وهي حالة تتبع استخدام مواد مختلفة، بما في ذلك الكحول.
يتم وصف الآثار الشائعة للتوهج من قبل العديد من متعاطي المخدرات:
- زيادة الثقة.
- حالة السلام الداخلي.
- «الشعور بالتطهير».
- الأرق.

معظم الأدوية لا تسبب عادة توهجاً، ولكن بعضها يمكن أن يسبب مثل (MDMA).
قد يحدث التوهج أيضاً بعد استخدام الأدوية الانفصامية، مثل مضادات NMDA وديكستروميثورفان وكيتامين وفينسيكليدين.هذه الأشكال من التوهج، على عكس التوهج المخدر، غالباً ما تترك المستخدم مع قدرة عقلية منخفضة. أفاد الكثيرون أن دماغهم يبدو وكأنه «طري».قد يشعر الشخص بنقص أي روحانية مكتسبة من الرحلة بل قد يترك المستخدم يشعر بالغرابة تجاه ذاته.
من الجدير بالذكر أيضاً أن التوهج يحدث بعد زوال الآثار. يتلاشى التوهج ببطء، ولكن يمكن أن يستمر لمدة قصيرة تصل إلى 24 ساعة، في حين تم الإبلاغ عن بعض المراحل الإيجابية التي أعقبت الحدة من آثار المخدرات المخدرة (التي تتميز بارتفاع المزاج والانفتاح) لتمتد بين 6 و8 أسابيع.